# Chrysohypnum decursivulum
Chrysohypnum decursivulum là một loài rêu trong họ Amblystegiaceae. Loài này được Müll. Hal. & Kindb. J.J. Amann mô tả khoa học đầu tiên năm 1920.